# Never Walk Alone... A Call to Arms
Singles de Megadeth
Washington Is Next!
(2007)
Pistes de United Abominations
Washington Is Next! (02) United Abominations  (04)
Never Walk Alone... A Call to Arms est le troisième single de United Abominations sorti en 2007.

## Info
1. Never Walk Alone... A Call to Arms (Dave Mustaine, Glen Drover)

## Composition du groupe
- Dave Mustaine: Chants, Guitare Rythmique & Guitare Solo
- James Lomenzo: Basse
- Glen Drover: Guitare
- Shawn Drover: Batterie